# Chidi Njokuani
Chidi Godson Njokuani (Dallas, Texas, Estados Unidos, 31 de diciembre de 1988) es un artista marcial mixto estadounidense que compite en la división de peso medio de Ultimate Fighting Championship.

## Primeros años
Nació de padres nigerianos en Dallas, Texas el 31 de diciembre de 1988. Su nombre "Chidi" significa "Dios existe" en Igbo. Fue introducido en el Muay Thai por su hermano mayor Anthony Njokuani a la edad de 10 años y comenzó a competir a los 11. Se distrajo temporalmente del Muay Thai con el monopatín durante su adolescencia, pero finalmente volvió a la lucha y descubrió las artes marciales mixtas a los 18 años.

## Carrera en las artes marciales mixtas

### Kickboxing & Muay Thai
Se convirtió en profesional en 2007 después de una quincena de combates de Muay Thai amateur, y llegó a la fama compitiendo en la división de -80.7 kg/178 lb para los Oklahoma Destroyers en la promoción de kickboxing basada en equipos de la World Combat League durante la temporada 2007-08, en la que perdió combates contra notables como Raymond Daniels y Lyman Good. Sufrió su primera derrota profesional en Muay Thai a manos de Joe Schilling el 25 de abril de 2009 (cayendo por decisión unánime en Dominant Knockout 1 en Irving, Texas) pero se recuperó con derrotas consecutivas ante Edwin Aguilar (una victoria por UD bajo reglas de kickboxing oriental en Kickboxing Empire I en Las Vegas, Nevada el 30 de julio de 2011) y Ken Tran (un KO en el segundo asalto en Lion Fight: Battle in the Desert 4 en Las Vegas el 19 de noviembre de 2011).
En su regreso al ring de Muay Thai, luchó en un controvertido empate mayoritario con Simon Marcus en la cartelera de Push Kick Promotions: Muay Thai World Stand Off 5 en Las Vegas el 29 de septiembre de 2013. Empezó bien el combate, utilizando el juego de piernas para controlar el cuadrilátero, pero Marcus no tardó en meterse dentro y empezar a dar rodillazos y codazos desde el clinch. En el segundo asalto, le dieron dos veces tiempo para recuperarse de golpes ilegales, un codo en la nuca y un golpe bajo. Cada vez que el combate continuaba, Marcus empezaba a trabajar de nuevo en el clinch y le daba repetidamente la espalda, por lo que el árbitro decidió interrumpir a los púgiles continuamente. El árbitro Tony Weeks descontó un punto a Marcus por haber asestado un segundo golpe bajo en el tercer asalto y la pelea se convirtió en una trifulca hacia el final. Cuando los jueces decidieron el combate, lo declararon un empate por mayoría, con dos jueces puntuando el combate como un empate y uno puntuando el combate para Njokuani. Simon Marcus tomó entonces el micrófono, llamando a Chidi Njokuani "perra" por su falta de voluntad para luchar en el clinch y cuestionando los conocimientos de los jueces sobre el sistema de puntuación del Muay Thai. Estos comentarios posteriores al combate dieron lugar a un acalorado enfrentamiento entre Marcus y el hermano de Chidi, Anthony, mientras se peleaban en el escenario.

### Artes marciales mixtas

#### Resurrection Fighting Alliance
Después de haber compilado un récord de 7-3 como artista marcial mixto, firmó con la Resurrection Fighting Alliance en 2012. Hizo su debut en la RFA en "RFA 3: Stevenson vs. Cochrane", contra Bobby Cooper. Ganó por la primera decisión de su carrera.
Luego fue emparejado con Phil Dace en RFA 4. Ganó el combate por TKO.
Luchó contra Jeremy Kimball en RFA 7 y perdió por sumisión.

#### Bellator MMA
En junio de 2015 se anunció que había firmado con Bellator MMA. Debutó contra Ricky Rainey en Bellator 146 el 20 de noviembre de 2015. Ganó el combate por decisión unánime.
En su segundo combate para la promoción, estaba programada para enfrentar a Douglas Lima, sin embargo Lima se retiró del combate y fue reemplazado por Thiago Jambo en Bellator 156 el 17 de junio de 2016. Ganó el combate por KO en el tercer asalto.
Se enfrentó a André Fialho el 3 de diciembre de 2016 en Bellator 167. Ganó el combate por KO en el primer asalto.
Se enfrentó a Melvin Guillard el 27 de enero de 2017 en Bellator 171. Ganó el combate por decisión unánime.
Se enfrentó a Andrey Koreshkov el 25 de agosto de 2017 en Bellator 182. Perdió el combate por TKO en el primer asalto.
Se enfrentó a Hisaki Kato el 1 de diciembre de 2017 en Bellator 189. Ganó el combate por decisión unánime.
Se esperaba que se enfrentara a Melvin Manhoef el 30 de noviembre de 2018 en Bellator 210. Sin embargo, Manhoef se retiró del combate por lesión y fue sustituido por John Salter. Perdió el combate por sumisión en el primer asalto.
Se enfrentó a Rafael Carvalho el 12 de julio de 2019 en Bellator 224. Perdió el combate por decisión unánime. Posteriormente fue liberado de la promoción.

### Post-Bellator
Tras ser liberado de Bellator, firmó un contrato con Legacy Fighting Alliance. Se enfrentó a Cristhian Torres el 11 de septiembre de 2020 en LFA 91: Njokuani vs. Torres. Ganó el combate por TKO en el segundo asalto.
Se enfrentó a Mario Sousa el 7 de septiembre de 2021 en el Dana White's Contender Series 38. Ganó el combate en por TKO en el tercer asalto. En el proceso, también se aseguró un contrato con la UFC.

### Ultimate Fighting Championship
Debutó en la UFC contra Marc-André Barriault el 5 de febrero de 2022 en UFC Fight Night: Hermansson vs. Strickland. Ganó el combate por KO en el primer asalto. Esta victoria le valió el premio a la Actuación de la Noche.
Se enfrentó a Duško Todorović el 21 de mayo de 2022 en UFC Fight Night: Holm vs. Vieira. Ganó el combate por KO en el primer asalto. Esta victoria le valió el premio a la Actuación de la Noche.
Se enfrentó a Gregory Rodrigues el 17 de septiembre de 2022 en UFC Fight Night: Sandhagen vs. Song. Perdió el combate por TKO en el segundo asalto. Este combate le valió el premio a la Pelea de la Noche.

## Campeonatos y logros
- Ultimate Fighting Championship
  - Actuación de la Noche (dos veces) vs. Marc-André Barriault[32] y Duško Todorović
  - Pelea de la Noche (una vez) vs. Gregory Rodrigues[39][38]
- Tachi Palace Fights
  - Campeonato de Peso Wélter de Tachi PF (una vez)

## Récord en artes marciales mixtas
| Resultado     | Récord    | Oponente              | Método                                        | Evento                                     | Fecha                    | Ronda | Tiempo | Localización                | Notas |
| ------------- | --------- | --------------------- | --------------------------------------------- | ------------------------------------------ | ------------------------ | ----- | ------ | --------------------------- | --- |
| Victoria      | 23-10 (1) | Rhys McKee            | Decisión (dividida)                           | UFC on ESPN: Blanchfield vs. Fiorot        | 30 de marzo de 2024      | 3     | 5:00   | Atlantic City, Nueva Jersey | |
| Derrota       | 22-10 (1) | Michał Oleksiejczuk   | TKO (golpes)                                  | UFC on ESPN: Vera vs. Sandhagen            | 26 de agosto de 2023     | 1     | 4:16   | Kallang                     | |
| Derrota       | 22-9 (1)  | Albert Duraev         | Decisión (dividida)                           | UFC on ESPN: Vera vs. Sandhagen            | 25 de marzo de 2023      | 3     | 5:00   | San Antonio, Texas          | |
| Derrota       | 22-8 (1)  | Gregory Rodrigues     | TKO (puñetazos)                               | UFC Fight Night: Sandhagen vs. Song        | 17 de septiembre de 2022 | 2     | 1:27   | Las Vegas, Nevada           | Pelea de la Noche. |
| Victoria      | 22-7 (1)  | Duško Todorović       | KO (puñetazos)                                | UFC Fight Night: Holm vs. Vieira           | 21 de mayo de 2022       | 1     | 4:48   | Las Vegas, Nevada           | Actuación de la Noche. |
| Victoria      | 21-7 (1)  | Marc-André Barriault  | TKO (puñetazos)                               | UFC Fight Night: Hermansson vs. Strickland | 5 de febrero de 2022     | 1     | 0:16   | Las Vegas, Nevada           | Actuación de la Noche. |
| Victoria      | 20-7 (1)  | Mario Filipe de Sousa | TKO (codazos)                                 | Dana White's Contender Series 38           | 7 de septiembre de 2021  | 3     | 1:35   | Las Vegas, Nevada           | |
| Victoria      | 19-7 (1)  | Cristhian Torres      | TKO (rodillazo al cuerpo y puñetazos)         | LFA 91                                     | 11 de septiembre de 2020 | 2     | 4:10   | Sioux Falls, Dakota del Sur | |
| Derrota       | 18-7 (1)  | Rafael Carvalho       | Decisión (unánime)                            | Bellator 224                               | 12 de julio de 2019      | 3     | 5:00   | Thackerville, Oklahoma      | Combate de peso acordado (190 libras).                                                                                              |
| Derrota       | 18-6 (1)  | John Salter           | Sumisión (estrangulamiento por detrás)        | Bellator 210                               | 30 de noviembre de 2018  | 1     | 4:32   | Thackerville, Oklahoma      | |
| Victoria      | 18-5 (1)  | Hisaki Kato           | Decisión (unánime)                            | Bellator 189                               | 1 de diciembre de 2017   | 3     | 5:00   | Thackerville, Oklahoma      | Debut en el peso medio. |
| Derrota       | 17-5 (1)  | Andréi Koreshkov      | TKO (puñetazos y codazos)                     | Bellator 182                               | 25 de agosto de 2017     | 1     | 4:08   | Verona, Nueva York          | Combate de peso acordado (175 libras); Njokuani no alcanzó el peso.                                                                 |
| Victoria      | 17-4 (1)  | Melvin Guillard       | Decisión (unánime)                            | Bellator 171                               | 27 de enero de 2017      | 3     | 5:00   | Mulvane, Kansas             | Combate de peso acordado (180 libras).                                                                                              |
| Victoria      | 16-4 (1)  | André Fialho          | TKO (puñetazos)                               | Bellator 167                               | 3 de diciembre de 2016   | 1     | 0:21   | Thackerville, Oklahoma      | Combate de peso acordado (175 libras); Njokuani no alcanzó el peso.                                                                 |
| Victoria      | 15-4 (1)  | Thiago Gonçalves      | KO (patada al cuerpo y puñetazos)             | Bellator 156                               | 17 de junio de 2016      | 3     | 2:39   | Fresno, California          | |
| Victoria      | 14-4 (1)  | Ricky Rainey          | Decisión (unánime)                            | Bellator 146                               | 20 de noviembre de 2015  | 3     | 5:00   | Thackerville, Oklahoma      | |
| Victoria      | 13-4 (1)  | Max Griffin           | Decisión (dividida)                           | Tachi PF 23                                | 7 de mayo de 2015        | 5     | 5:00   | Lemoore, California         | Ganó el Campeonato de Peso Wélter de Tachi PF.                                                                                      |
| Victoria      | 12-4 (1)  | Gilbert Smith         | Decisión (unánime)                            | RFA 22: Smith vs. Njokuani                 | 9 de enero de 2015       | 5     | 5:00   | Colorado Springs, Colorado  | Njokuani no alcanzó con el peso (174.6 libras); sólo Smith era elegible para ganar el vacante Campeonato de Peso Wélter de la RFA.. |
| Victoria      | 11-4 (1)  | Steve Hanna           | Decisión (unánime)                            | RFA 18: Manzanares vs. Pantoja             | 12 de septiembre de 2014 | 3     | 5:00   | Albuquerque, Nuevo México   | Combate de peso acordado (173.4 libras); Njokuani no alcanzó el peso.                                                               |
| Sin Resultado | 10-4 (1)  | Chris Heatherly       | Sin Resultado (codazo a la columna vertebral) | RFA 13: Cochrane vs. Escudero              | 7 de marzo de 2014       | 1     | 3:31   | Lincoln, Nebraska           | |
| Victoria      | 10-4      | LeVon Maynard         | TKO (puñetazos)                               | ShinZo Fight Sport 1                       | 16 de agosto de 2013     | 1     | 4:40   | Ciudad de Guatemala         | |
| Derrota       | 9-4       | Jeremy Kimball        | Sumisión (estrangulamiento por detrás)        | RFA 7: Thatch vs. Rhodes                   | 22 de marzo de 2013      | 2     | 1:51   | Denver, Colorado            | Combate de peso acordado (180 libras).                                                                                              |
| Victoria      | 9-3       | Phil Dace             | TKO (puñetazos)                               | RFA 4: Griffin vs. Escudero                | 2 de noviembre de 2013   | 3     | 0:41   | Las Vegas, Nevada           | |
| Victoria      | 8-3       | Bobby Cooper          | Decisión (unánime)                            | RFA 3: Stevenson vs. Cochrane              | 30 de junio de 2012      | 3     | 5:00   | Kearney, Nebraska           | |
| Victoria      | 7-3       | John Reedy            | TKO (patada a la pierna)                      | Tachi PF 13                                | 10 de mayo de 2012       | 1     | 0:55   | Lemoore, California         | Combate de peso acordado (173.6 libras); Njokuani no alcanzó el peso.                                                               |
| Victoria      | 6-3       | Jonathan Harris       | TKO (rodillazo y puñetazos)                   | Legacy FC 10                               | 24 de febrero de 2012    | 1     | 1:54   | Houston, Texas              | |
| Derrota       | 5-3       | Brandon Thatch        | TKO (puñetazos)                               | Ring of Fire 41: Bragging Rights           | 20 de agosto de 2011     | 1     | 0:53   | Broomfield, Colorado        | Combate de peso acordado (173 libras); Njokuani no alcanzó el peso.                                                                 |
| Victoria      | 5-2       | Alan Jouban           | TKO (patada al cuerpo)                        | Tachi PF 9                                 | 6 de mayo de 2011        | 3     | 1:27   | Lemoore, California         | |
| Victoria      | 4-2       | Jack Montgomery       | Sumisión (estrangulamiento por guillotina)    | KOTC: Infusion                             | 13 de noviembre de 2010  | 1     | 1:35   | Las Vegas, Nevada           | |
| Victoria      | 3-2       | Chris Kennedy         | KO (puñetazos)                                | MMA Xplosion: Vianna vs. Lacy              | 31 de julio de 2010      | 1     | 0:52   | Las Vegas, Nevada           | |
| Derrota       | 2-2       | Jorge Lopez           | TKO (puñetazos)                               | MMA Xplosion: Next Generation Fighter      | 22 de mayo de 2010       | 1     | 4:15   | Las Vegas, Nevada           | |
| Derrota       | 2-1       | Warren Thompson       | Sumisión (llave de bloqueo)                   | Bangkok Fight Night 3                      | 24 de septiembre de 2009 | 1     | 1:05   | Atlanta, Georgia            | |
| Victoria      | 2-0       | Andrew Moncriefe      | TKO (puñetazos)                               | Supreme Warrior Championship 1             | 19 de septiembre de 2008 | 1     | 0:22   | Frisco, Texas               | |
| Victoria      | 1-0       | Jorge Cortez          | TKO (puñetazos)                               | FTP: Global Showdown                       | 3 de noviembre de 2007   | 1     | 1:30   | Thackerville, Oklahoma      | |